# Pablo Popovitch

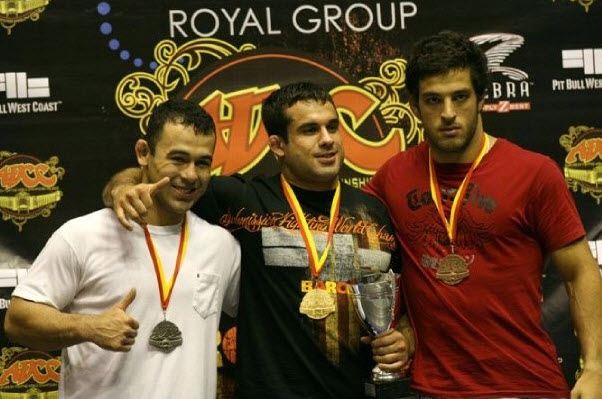
ADCC 2009, Primeiro lugar categoria 76.9kg

Pablo Popovitch (nascido no Rio de Janeiro em 9 de setembro de 1979 ) é um praticante brasileiro de jiu-jitsu, lutador de artes marciais mistas e faixa-preta de 4º grau sob a tutela de Jorge Popovitch.

## Biografia
Pablo Popovitch começou a praticar jiu-jitsu brasileiro aos 4 anos. Nascido no Rio de Janeiro, ele iniciou seus estudos na Escola Barra Gracie, onde foi treinado pelos irmãos Machado: Rigan, Carlos e Jean Jacques, além de seu irmão Jairo e suas irmãs Krisla e Kyria. Em 1995, aos 15 anos, Pablo e sua família mudaram-se para a Flórida, nos Estados Unidos. Lá, ele continuou seus estudos de jiu-jitsu sob a orientação do Grande Mestre Carlson Gracie. Em 2002, Popovitch competiu na primeira seletiva norte-americana do ADCC, conquistando o ouro na divisão de 77 kg e garantindo uma vaga no ADCC 2003. Sua conquista mais notável foi vencer o Campeonato Mundial de Submission do ADCC em 2009, na categoria de 66–77 kg, derrotando o tetracampeão do ADCC Marcelo Garcia (lutador). Ele também venceu o Campeonato Mundial de Jiu-Jitsu No-Gi IBJJF de 2010 na categoria 84 kg e no absoluto (fechando o absoluto com os colegas de equipe Cyborg Abreu e Marcus Buchecha. Outras conquistas incluem o Mundial Sem Quimono de 2007 na categoria 84 kg, o Pan-Americano Sem Quimono de 2010 na categoria 84 kg e no absoluto, e o Pan-Americano Sem Quimono de 2008 na categoria 84 kg. Ele conquistou o Grapplers Quest 14 vezes, é decacampeão de superlutas da North American Grappling Association (N.A.G.A) e foi finalista do ADCC em 2005 e 2007. Em sua estreia nas artes marciais mistas, Popovitch derrotou Jeff Savoy por finalização com golpes no segundo round, no evento Rock and Rumble 3, em 4 de junho, na Flórida.

## Prêmios Especiais
Em reconhecimento às suas contribuições excepcionais ao grappling, Pablo Popovitch foi introduzido no Hall da Fama do Grappling em 13 de fevereiro de 2010, pela North American Grappling Association. Em 2010, ele também recebeu o prêmio de "Lutador de Jiu-Jitsu do Ano" pela revista Gracie Mag, especializada em jiu-jitsu brasileiro.

## Resultados em Torneios
- Campeão Mundial ADCC -77 kg: 2009 [1]
- Vice-campeão Mundial ADCC Absoluto: 2011
- 3º lugar ADCC -88 kg: 2011 [1]
- Vice-campeão Mundial ADCC -77 kg: 2005, 2007 [1]
- Campeão Mundial No-Gi CBJJ (Faixa-Preta 84 kg): 2007, 2010, 2012[1]
- Campeão Mundial No-Gi CBJJ (Faixa-Preta Absoluto): 2010 [1]
- Vice-campeão Mundial No-Gi CBJJ (Faixa-Preta 84 kg): 2011 [1]
- Campeão Pan-Americano No-Gi CBJJ (Faixa-Preta 84 kg): 2008, 2010 [1]
- Campeão Pan-Americano No-Gi CBJJ (Faixa-Preta Absoluto): 2010, 2012 [1]
- 3º lugar Pan-Americano No-Gi CBJJ (Faixa-Preta 84 kg): 2012 [1]
- 14 vezes campeão do Grapplers Quest [12]
- Campeão da Superluta Grapplers Quest UFC Fan Expo: 2010 [12]
- Campeão VIC 3 (Vivaceteam International Championship) -84 kg e Absoluto: 2010 [12]
- Decacampeão de Superlutas da North American Grappling Association (N.A.G.A) [1]
- Campeão Copa América (Absoluto com e sem quimono): 2010 [12]
- Campeão Pro Jiu-Jitsu Championship (Faixa-Preta 84 kg): 2009 [12]
- Campeão Atlantic Cup – Superluta [12]
- Campeão NE Grappling Challenge III – Divisão Pro 84 kg [12]
- Campeão Texas Submission Championship – Divisão Pro 84 kg [12]
- Campeão Casca Grossa Championship – Divisão Pro 84 kg [12]
- Campeão Music City Submission Championship – Divisão Pro 84 kg [12]
- Campeão FFC Grappling Open – Divisão Pro 84 kg [12]
- Campeão World Extreme Shoot Challenge – Superlutas XI e XII [12]
- Campeão Sport Combat Championships II – Divisão Pro 84 kg [12]
- Vencedor de luta profissional de MMA no Rock and Rumble 3 (2010) por finalização[12]

Pablo Popovitch construiu um dos mais renomados estúdios de treinamento de jiu-jitsu brasileiro no sul dos Estados Unidos. Alguns dos atletas mais premiados do esporte passaram períodos significativos treinando com ele em suas instalações. Popovitch ganhou reputação como um competidor feroz de grappling, sempre conquistando medalhas em qualquer competição que escolhe participar, mesmo enfrentando lesões. Mais recentemente, Pablo treinou com AJ Souza, Jared McLuskey e outros alunos para se preparar para o ADCC 2013. Infelizmente, uma lesão pré-existente agravada o impediu de competir na disputa pelo terceiro lugar contra Keenan Cornelius.

## Registro de grappling de submissão
| Resultado | Oponente                 | Método                              | Evento                                                    | Data    | Round | Tempo | Notas |
| --------- | ------------------------ | ----------------------------------- | --------------------------------------------------------- | ------- | ----- | ----- | --- |
| Vitória   | Marcel Golcalves         | Chave de calcanhar                  | Expo MMA (Divisão Absoluta)                               | 2012    |       |       | Final, vence a Divisão Absoluta da Expo MMA                                                                       |
| Vitória   | Ricardo Rezende          | Chave de pé                         | Expo MMA (Divisão Absoluta)                               | 2012    |       |       | Semifinais |
| Vitória   | Yury Villafort           | Chave de braço                      | Expo MMA (Divisão Absoluta)                               | 2012    |       |       | Rodada inicial |
| Vitória   | Romulo Barral            | Pontos                              | Campeonato Mundial No-Gi (-84 kg)                         | 2012    |       |       | Final, Campeão Mundial No-Gi 2012                                                                                 |
| Derrota   | Ezra Lenon               | Pontos                              | Campeonato Mundial No-Gi (-84 kg)                         | 2012    |       |       | Semifinais |
| Vitória   | Augusto Antunes          | Pontos                              | Campeonato Mundial No-Gi (-84 kg)                         | 2012    |       |       | Rodada inicial |
| Vitória   | Lucas Lepri              | Pontos                              | Pan-Americano de Jiu-Jitsu No-Gi (Divisão Absoluta)       | 2012    |       |       | Final, Campeão Absoluto Pan-Americano No-Gi 2012                                                                  |
| Vitória   | Diego Pereira de Santana | Pontos                              | Pan-Americano de Jiu-Jitsu No-Gi (Divisão Absoluta)       | 2012    |       |       | Semifinais |
| Vitória   | Oliver Geeddes           | Finalização                         | Pan-Americano de Jiu-Jitsu No-Gi (Divisão Absoluta)       | 2012    |       |       | Rodada inicial |
| Derrota   | André Galvão             | Chave de calcanhar                  | ADCC 2011 (Divisão Absoluta)                              | 2011    |       |       | Final, Segundo lugar no Absoluto ADCC 2011                                                                        |
| Vitória   | Xande Ribeiro            | Decisão dos juízes                  | ADCC 2011 (Divisão Absoluta)                              | 2011    |       |       | Semifinais |
| Vitória   | Victor Estima            | Pontos                              | ADCC 2011 (Divisão Absoluta)                              | 2011    |       |       | Quartas de final                                                                                                  |
| Vitória   | Janne-Pekka              | Pontos                              | ADCC 2011 (Divisão Absoluta)                              | 2011    |       |       | Rodada inicial |
| Vitória   | Rafael Lovato Jr.        | Pontos                              | ADCC 2011 (-88 kg)                                        | 2011    |       |       | Disputa pelo bronze                                                                                               |
| Derrota   | André Galvão             | Pontos                              | ADCC 2011 (-88 kg)                                        | 2011    |       |       | Semifinais |
| Vitória   | Sergio Moraes            | Pontos                              | ADCC 2011 (-88 kg)                                        | 2011    |       |       | Quartas de final                                                                                                  |
| Vitória   | Zbigniew Tyszka          | Pontos                              | ADCC 2011 (-88 kg)                                        | 2011    |       |       | Rodada inicial |
| Vitória   | Flavio Almeida           | Pontos                              | Campeonato Mundial No-Gi (Divisão Absoluta)               | 2010    |       |       | Vence o Absoluto No-Gi 2010 (Divisão Fechada com companheiros de equipe Roberto "Cyborg" Abreu e Marcus Buchecha) |
| Vitória   | Ben Baxter               | Finalização Mata-leão               | Campeonato Mundial No-Gi (Divisão Absoluta)               | 2010    |       |       | |
| Vitória   | Daniel Moraes            | Pontos (6-0)                        | Campeonato Mundial No-Gi (Peso Médio-Pesado)              | 2010    |       |       | Vence o Campeonato Mundial No-Gi 2010                                                                             |
| Vitória   | Murilo Santana           | Pontos                              | Campeonato Mundial No-Gi                                  | 2010    |       |       | |
| Vitória   | Eduardo Milioli "Duda"   | Pontos                              | Campeonato Mundial No-Gi                                  | 2010    |       |       | |
| Vitória   | Steve Ramos              | Finalização Kimura                  | Copa América (No-Gi Absoluto)                             | 2010    |       |       | Vence a Copa América No-Gi Absoluto 2010 (Divisão Fechada com companheiro de equipe Vagner Rocha)                 |
| Vitória   | Roger Kessler            | Finalização Kimura                  | Copa América (No-Gi Absoluto)                             | 2010    |       |       | |
| Vitória   | Roger Kessler            | Finalização Kimura                  | Copa América (Gi Absoluto)                                | 2010    |       |       | Vence a Copa América Gi Absoluto 2010 (Divisão Fechada com companheiro de equipe Vagner Rocha)                    |
| Vitória   | Caio Terra               | Finalização Mata-leão               | Pan-Americano de Jiu-Jitsu (Divisão Absoluta)             | 2010    |       |       | Vence o Pan-Americano de Jiu-Jitsu 2010                                                                           |
| Vitória   | Marcelo Pereira          | Finalização Kimura                  | Pan-Americano de Jiu-Jitsu (Divisão Absoluta)             | 2010    |       |       | |
| Vitória   | Leonardo Ferreira        | Finalização Kimura                  | Pan-Americano de Jiu-Jitsu (Peso Médio-Pesado)            | 2010    |       |       | Vence o Pan-Americano de Jiu-Jitsu 2010                                                                           |
| Vitória   | Nakapan Phungephorn      | Pontos (4-0)                        | Pan-Americano de Jiu-Jitsu (Peso Médio-Pesado)            | 2010    |       |       | |
| Vitória   | Lucas Lepri              | Pontos (2-0)                        | Grapplers Quest UFC Superluta (Peso Médio)                | 2010    |       |       | Vence a Superluta                                                                                                 |
| Vitória   | Baki Mir                 | Finalização Kimura                  | Vic 3 (Peso Médio)                                        | 2010    |       |       | Vence o Vic 3 84 kg                                                                                               |
| Vitória   | Benaissa Au              | Finalização Kimura                  | Vic 3 (Peso Médio)                                        | 2010    |       |       | |
| Vitória   | Thomas Loubersanes       |                                     | Vic 3 (Peso Médio)                                        | 2010    |       |       | |
| Vitória   | N/A                      | Pontos                              | Vic 3 (Peso Médio)                                        | 2010    |       |       | |
| Vitória   | Marcelo Garcia           | Pontos (3-2)                        | ADCC Submission Wrestling World Championship (Peso Médio) | 2009    |       |       | Vence o ADCC |
| Vitória   | Gregor Gracie            | Pontos (3-0)                        | ADCC Submission Wrestling World Championship (Peso Médio) | 2009    |       |       | |
| Vitória   | Ben Askren               | Finalização Chave de pé             | ADCC Submission Wrestling World Championship (Peso Médio) | 2009    |       |       | |
| Vitória   | Don Ortega               | Finalização Mata-leão               | ADCC Submission Wrestling World Championship (Peso Médio) | 2009    |       |       | |
| Vitória   | Sam Mccoy                | Pontos (11-0)                       | Grapplers Quest (Divisão Aberta)                          | 2009    |       |       | Vence o Grapplers Quest                                                                                           |
| Vitória   | Robby D'Onoforio         | Finalização Estrangulamento montado | Grapplers Quest (Divisão Aberta)                          | 2009    |       |       | |
| Vitória   | Tom Manelski             | Pontos (8-0)                        | Grapplers Quest (Peso Médio)                              | 2009    |       |       | Vence o Grapplers Quest                                                                                           |
| Vitória   | Jorge Patino             | Pontos (8-0)                        | Grapplers Quest (Peso Médio)                              | 2009    |       |       | |
| Vitória   | Jo Jo Guarin             | Finalização Mata-leão               | Grapplers Quest (Peso Médio)                              | 2009    |       |       | |
| Vitória   | Lucas Lepri              | Vantagem                            | Pro Jiu-Jitsu Championship (Peso Médio)                   | 2009    |       |       | Vence o Pro Jiu-Jitsu                                                                                             |
| Vitória   | Jorge Patino             | Finalização Mata-leão               | Pro Jiu-Jitsu Championship (Peso Médio)                   | 2009    |       |       | |
| Vitória   | Derek Leyrer             | Pontos                              | Pro Jiu-Jitsu Championship (Peso Médio)                   | 2009    |       |       | |
| Vitória   | Tarsis Humphries         | Pontos (2-0)                        | Pan-Americano de Jiu-Jitsu (Peso Médio-Pesado)            | 2008    |       |       | Vence o Pan-Americano de Jiu-Jitsu 2008                                                                           |
| Vitória   | Mike Jaramillo           | Pontos (26-0)                       | Pan-Americano de Jiu-Jitsu (Peso Médio-Pesado)            | 2008    |       |       | |
| Vitória   | Daniel Moraes            | Pontos (2-0)                        | Campeonato Mundial de Jiu-Jitsu (Peso Médio)              | 2007    |       |       | Vence o Campeonato Mundial de Jiu-Jitsu 2007                                                                      |
| Vitória   | Lucas Leite              | Pontos (12-2)                       | Campeonato Mundial de Jiu-Jitsu (Peso Médio)              | 2007    |       |       | |
| Vitória   | Eder Persiliano          | Finalização Mata-leão               | Campeonato Mundial de Jiu-Jitsu (Peso Médio)              | 2007    |       |       | |
| Derrota   | Marcelo Garcia           | Estrangulamento Norte-Sul           | ADCC Submission Wrestling World Championship (Peso Médio) | 2007    |       |       | Finalista do ADCC 2007                                                                                            |
| Vitória   | André Galvão             | Pontos (6-1)                        | ADCC Submission Wrestling World Championship (Peso Médio) | 2007    |       |       | |
| Vitória   | Daisuke Sugie            | Finalização Estrangulamento montado | ADCC Submission Wrestling World Championship (Peso Médio) | 2007    |       |       | |
| Vitória   | Eric Dahberg             | Pontos (8-0)                        | ADCC Submission Wrestling World Championship (Peso Médio) | 2007    |       |       | |
| Vitória   | Saulo Ribeiro            | Pontos (2-0)                        | Grapplers Quest (Peso Médio)                              | 2007    |       |       | Vence o Grapplers Quest                                                                                           |
| Vitória   | Sean Splanger            | Pontos (2-0)                        | Grapplers Quest (Peso Médio)                              | 2007    |       |       | |
| Vitória   | Gary Grate               | Pontos (5-0)                        | Grapplers Quest (Peso Médio)                              | 2007    |       |       | |
| Vitória   | Manoel Soares            | Finalização Mata-leão               | N.A.G.A (Peso Médio)                                      | 2007    |       |       | Vence o N.A.G.A                                                                                                   |
| Vitória   | Jason Keaton             | Finalização Estrangulamento montado | Atlantic Cup Superluta (Peso Médio)                       | 2007    |       |       | Vence a Superluta                                                                                                 |
| Derrota   | Marcelo Garcia           | Chave de pulso                      | ADCC Submission Wrestling World Championship (Peso Médio) | 2005    |       |       | Finalista do ADCC 2005                                                                                            |
| Vitória   | Jake Shields             | Pontos (5-0)                        | ADCC Submission Wrestling World Championship (Peso Médio) | 2005    |       |       | |
| Vitória   | Roan Carneiro            | Pontos (2-0)                        | ADCC Submission Wrestling World Championship (Peso Médio) | 2005    |       |       | |
| Vitória   | Renzo Gracie             | Pontos (4-0)                        | ADCC Submission Wrestling World Championship (Peso Médio) | 2005    |       |       | |
| Vitória   | Luke Rineheart           | Pontos (8-0)                        | N.A.G.A Superluta (Peso Médio)                            | 2005    |       |       | Vence a Superluta                                                                                                 |
| Vitória   | Steven Haigh             | Kimura                              | NE Grappling Challenge III (Peso Médio)                   | 2005    |       |       | Vence o NE Grappling Challenge III                                                                                |
| Vitória   | Andrew Smith             | Kimura                              | NE Grappling Challenge III (Peso Médio)                   | 2005    |       |       | |
| Vitória   | Len Sonia                | Pontos (10-0)                       | NE Grappling Challenge III (Peso Médio)                   | 2005    |       |       | |
| Vitória   | Marcus Avellan           | Finalização Mata-leão               | Grapplers Quest (Peso Médio)                              | 2004    |       |       | Vence o Grapplers Quest                                                                                           |
| Vitória   | Jake Shields             | Pontos (11-0)                       | Grapplers Quest (Peso Médio)                              | 2004    |       |       | |
| Vitória   | Alex Crispim             | Pontos (4-0)                        | Grapplers Quest (Peso Médio)                              | 2004    |       |       | |
| Vitória   | Marcus Avellan           | Pontos (14-0)                       | N.A.G.A Superluta (Peso Médio)                            | 2004    |       |       | Vence a Superluta                                                                                                 |
| Vitória   | Tyrone Glover            | Pontos (4-0)                        | N.A.G.A Superluta (Peso Médio)                            | 2004    |       |       | Vence a Superluta                                                                                                 |
| Vitória   | Diego Sanchez            | Pontos (6-0)                        | Texas Submission Open (Peso Médio)                        | 2004    |       |       | Vence o Texas Submission Open                                                                                     |
| Derrota   | Diego Sanchez            | Vantagem                            | Grapplers Quest (Peso Médio)                              | 2004    |       |       | Finalista do Grapplers Quest 2004                                                                                 |
| Vitória   | Rob Kahn                 | Pontos (15-0)                       | Grapplers Quest (Peso Médio)                              | 2004    |       |       | |
| Vitória   | Tony Torres Aponte       | Finalização Kimura                  | Grapplers Quest (Peso Médio)                              | 2004    |       |       | |
| Vitória   | Efrain Ruiz              | Pontos (4-0)                        | Casca Grossa Submission Championship (Peso Médio)         | 2004    |       |       | Vence o Casca Grossa                                                                                              |
| Vitória   | Steve Headden            | Pontos (4-0)                        | Casca Grossa Submission Championship (Peso Médio)         | 2004    |       |       | |
| Vitória   | Nakapan Phungephorn      | Pontos (5-0)                        | Grapplers Quest (Peso Médio)                              | 2003Ali |       |       | Vence o Grapplers Quest                                                                                           |
| Vitória   | Kenny Florian            | Pontos (2-0)                        | Grapplers Quest (Peso Médio)                              | 2003    |       |       | |
| Vitória   | Anthony Tolone           | Pontos (4-0)                        | Grapplers Quest (Peso Médio)                              | 2003    |       |       | |
| Derrota   | Vítor Ribeiro            | Vantagem                            | ADCC Submission Wrestling World Championship (Peso Médio) | 2003    |       |       | |
| Vitória   | Marcio Feitosa           | Pontos (4-0)                        | ADCC Submission Wrestling World Championship (Peso Médio) | 2003    |       |       | |
| Vitória   | Antonio McKee            | Pontos (1-0)                        | ADCC Norte-Americano (Peso Médio)                         | 2003    |       |       | Vence as seletivas do ADCC                                                                                        |
| Vitória   | Shawn Williams           | Pontos (5-0)                        | ADCC Norte-Americano (Peso Médio)                         | 2003    |       |       | |
| Vitória   | Sean Spangler            | Finalização Chave de joelho         | ADCC Norte-Americano (Peso Médio)                         | 2003    |       |       | |
| Vitória   | Alex Crispim             | Finalização Kimura                  | Music City Submission Championship (Peso Médio)           | 2003    |       |       | Vence o Music City Championship                                                                                   |
| Vitória   | Steve Headden            | Pontos (8-0)                        | Music City Submission Championship (Peso Médio)           | 2003    |       |       | |
| Vitória   | Nakapan Phungephorn      | Pontos (5-0)                        | N.A.G.A Superluta (Peso Médio)                            | 2003    |       |       | |
| Vitória   | Shanne Dunn              | Pontos (12-2)                       | FFBJJ Florida State Jiu-Jitsu Championship (Peso Médio)   | 2001    |       |       | Vence o FCC |
| Vitória   | Hermes França            | Finalização Kimura                  | FFBJJ Florida State Jiu-Jitsu Championship (Peso Médio)   | 2001    |       |       | |
| Vitória   | Mat Santos               | Finalização Chave de braço          | N.A.G.A Superluta (Peso Médio)                            | 2000    |       |       | Vence a Superluta                                                                                                 |
| Vitória   | Efrain Ruiz              | Finalização Chave de braço          | SPORT COMBAT CHAMPIONSHIPS II                             | 1999    |       |       | Vence o KWA |
| Vitória   | Bernardo Magalhães       | Finalização Chave de braço          | SPORT COMBAT CHAMPIONSHIPS II                             | 1999    |       |       | |

## Registros artes marciais mistas
| Cartel no MMA   |           |           |
| 1 luta          | 1 vitória | 0 derrota |
| Por nocaute     | 0         | 0         |
| Por finalização | 1         | 0         |
| Por decisão     | 0         | 0         |
| Empates         | 0         | 0         |
| No contest      | 0         | 0         |

| Data       | Resultado | Registro | Oponente   | Evento            | Método              | Round | Tempo | Local              | Notas |
| ---------- | --------- | -------- | ---------- | ----------------- | ------------------- | ----- | ----- | ------------------ | ----- |
| 06/04/2010 | Vitória   | 1-0      | Jeff Savoy | Rock and Rumble 3 | Finalização (socos) | 2     | 3:32  | Hollywood, Flórida |       |